# Амелія Ернандес
Амелія Іґнасія Ернандес Бонілья (ісп. Amelia Ignacia Hernández Bonilla; нар. 7 червня 1971, Валенсія, штат Карабобо) — венесуельська шахістка. Чемпіонка світу із шахів серед дівчат у категорії до 18 років (1988). Майстер ФІДЕ серед жінок (1988, за іншими даними — 1990). За фахом — гінеколог, доктор медицини.
Одне із найвищих досягнень — індивідуальний результат на жіночій олімпіаді 1994 в Москві, коли Ернандес на 3-й шахівниці набрала 8½ із 9 очок (94,4 %), рейтинг виступу (перформанс-рейтинг) — 2503, отримавши медаль за найвищий відсоток набраних очок серед усіх учасниць.